# حدوة الحصان البلنسية
حدوة الحصان البلنسية (باللاتينية: Hippocrepis valentina) نوع نباتي يتبع جنس حدوة الحصان من الفصيلة البقولية.

## الموئل والانتشار
ينتشر هذا النوع في شرق إسبانيا.